# 楽器楽園〜ガキパラ〜 for all music-lovers
楽器楽園〜ガキパラ〜 for all music-lovers（がっきパラダイス〜ガキパラ〜 フォー・オール・ミュージック・ラバーズ）は文化放送で、2014年10月4日から2022年3月22日まで放送されていたラジオの音楽番組。通称『ガキパラ』。

## 概要
この番組は「音楽を愛する大人たち」に向けて、「楽器」に焦点を当てた「音楽情報ワイド番組」。公式ホームページでは「『楽器』にフィーチャーした音楽情報生ワイド番組」で、「『自分で楽器を演奏してみたい!』『久しぶりにやってみたい!』『楽器の話で盛り上がりたい!』という音楽を愛する人たちに向けた新しいテイストの番組」としている。
番組の前半は「楽器に造詣の深いタレントやアーティスト」をスタジオに迎え、「その方の楽器への思い入れ」についてトークをするというゲストコーナーで、後半は「楽器の三大○○リスト紹介」といった「楽器をテーマにした企画のコーナー」を設ける。
また、番組内では、ゲストやパーソナリティが、生で演奏を行うコーナーも設ける。
半年間ナイターオフの番組として放送されたが、2015年4月3日から毎週金曜の夜に放送時間を移し、レギュラー番組として再スタートした。同時にネット局も加わる（後述）。
2019年春の改編で再度放送時間を変更し、『A&Gリクエストアワー 阿澄佳奈のキミまち!』が放送されている日曜11:00 - 13:00へと枠移動することが発表された。この直後の番組である『ミスDJリクエストパレード〜8116サンデーアップ!』と合わせて大人向け音楽ゾーンが完成され、幅広い年代のリスナーが楽しめるようになる狙いがあるという。これに伴い、ネット局での放送は打ち切りとなり、各局独自編成に変更された。
2020年4月からは火曜21時枠に移動し、30分番組に時間短縮して放送する。2022年3月8日に「3月22日で終了」と発表したが、最終回で「『ガキパラ』は第1章として終了し、3月29日からその第2章となる新番組『ガキパラ〜NEXT STAGE〜』の放送を開始する」と発表した。

## コーナー

### 現在
YAMAHA Presents「思いっきり、音楽。」
楽器、音楽好きの大人を応援。スポンサーのヤマハ、ヤマハミュージックジャパンが提供する様々なコンテンツも紹介、楽器の生演奏なども行われる。
お姉さんが弾いてあげる♥
当日の企画や番組内容、ゲストまたは自分の気持ちに因んで選んだ曲を岡部自身がヴァイオリンで演奏。
Today's ランキング
ランキングコーナー。
Yamaha presents 「みゅ〜ぱら」
楽器、音楽好きのリスナーを応援。ヤマハ、ヤマハミュージックジャパンが提供する様々なコンテンツも紹介、楽器の生演奏なども行われる。ヤマハ公式サイト内にある特設コーナー内で当コーナーがアーカイブ配信された。2017年4月14日よりAG-ON Premiumにてオンデマンド配信されている。

### 過去
MAU LISTEN TO THE EARTH
ASEAN各国で今ヒットしている、流行っているのポップミュージックや文化・カルチャーを紹介。これらを支える世代の趣向・ライフスタイルなどにも触れる。
このコーナーはMAU、大石始（音楽ライター、音楽プロデューサー、DJ）、長谷川のび太（文化放送アナウンサー）が出演。
本番組内での放送は土曜時代の2015年3月まで。2015年4月からは30分の単独番組へとリニューアルされ、同年9月までは水曜21:30 - 22:00（『文化放送ライオンズナイター』延長時には繰り下げ）、10月からは木曜19:00 - 19:30に放送されていたが、2015年12月で終了した。

## 放送時間

### 放送開始 - 2015年3月
- 毎週土曜 18:00 - 19:55　※原則生放送

当時は関東ローカル番組
2014年10月11日はプロ野球パ・クライマックスシリーズ第1ステージ「オリックス×北海道日本ハム」第1戦中継（ABCラジオ制作、裏送り）が放送時間を延長したため、18:20より放送。

### 2015年3月 - 2019年3月
- 毎週金曜 22:00 - 24:00 ※原則生放送

この期間のみ地方局へのネットを実施。
ネット局
- 秋田放送（2015年4月 - 2017年9月29日） - 後番組は自社制作番組『タマリバ』[7]
- ラジオ福島（2015年4月 - 2019年3月29日）
- 南海放送（2016年9月30日 - 2019年3月29日） - 『MOTTO!!』の後番組として開始

福島と秋田（既にネット終了）はいずれも『スパカン!』の後番組として放送を開始していた。なお、平日の当該時間帯に『レコメン!』を放送している静岡放送・KBS京都・KBS滋賀及び、武田真治の出身地である北海道では非ネット。
単発ネット
- 中国放送

年末年始特別編成により『Canvas 〜キャンバス〜』が休止されたため、以下の日に放送。
【2016年】1月1日、12月30日
【2017年】1月6日、12月29日

### 2019年4月 - 2020年3月
- 毎週日曜 11:00 - 13:00 ※原則録音放送（回によっては生放送）

4年ぶりに関東ローカル番組に戻る。

### 2020年3月31日 - 2022年3月
- 毎週火曜 21:00 - 21:30

## パーソナリティ
- 武田真治
第1回放送日の2014年10月4日はレギュラー出演している『めちゃ×2イケてるッ!』（フジテレビ）が18:30スタートとなった兼ね合いもあって休み（番組HPでは「大人の都合」とお断りが入っている[9]）。また同じく『めちゃイケ』が18:30スタートとなった2015年1月10日（武田は『めちゃイケ』不出演）も当番組を休む[10]。
2014年12月6日、同年12月20日は舞台出演のため休み[11]。
- 岡部磨知
2015年1月31日は休み（この日は武田一人での放送になった）[10]。
当番組では武田は「シンディー」、岡部は「まっちー」と呼ばれている。

### 専属リポーター
- 砂山圭大郎（文化放送アナウンサー）
番組初期では武田の代理として時折番組に出演していた[9][11][10]。